# Mert Kula
Mert Kula (* 1. Januar 1995 in Çatalca) ist ein türkischer Fußballspieler.

## Karriere

### Verein
Kula begann mit dem Vereinsfußball in der Jugend von İstanbul Gençlerbirliği. Von hier aus wechselte er 2009 in die Nachwuchsabteilung von Kasımpaşa Istanbul.
Zur Saison 2014/15 wurde er erst am Training der Profimannschaft beteiligt und gab schließlich am 28. Oktober 2014 in der Pokalbegegnung gegen Tuzlaspor sein Profidebüt. Im Frühjahr 2014 hatte er von seinem Klub auch einen Profivertrag erhalten. Am 23. November 2014 wurde er in der Erstligapartie gegen Beşiktaş Istanbul eingesetzt und debütierte damit auch in der Liga. Für die Saison 2016/17 wurde er an den Istanbuler Drittligisten Sarıyer SK ausgeliehen.
Anfang Juli 2019 wurde er zur neuen Saison 2019/20 vom Erstligisten Kayserispor verpflichtet. Kula kam dort nur zu sieben Einsätzen in 34 möglichen Ligaspielen sowie drei Pokal-Einsätzen, in denen er ein Tor schoss.
Anfang September 2020 wurde er für die Saison 2020/21 an den Zweitligisten Ankara Keçiörengücü ausgeliehen. Er bestritt 22 von 32 möglichen Ligaspielen für den Verein sowie ein Pokalspiel.
Anfang Juli 2021 wechselte er innerhalb der TFF 1. Lig zu Gençlerbirliği Ankara, wo er einen Vertrag mit einer Laufzeit von zwei Jahren unterschrieb. In der ersten Saison stand er dort bei 13 von 36 möglichen Ligaspielen und einem Pokalspiel auf dem Platz. Auch in der zweiten Saison waren es 13 von 36 möglichen Ligaspielen, allerdings zwei Pokalspiele. Ab Mitte Januar 2023 wurde Kula nicht mehr eingesetzt.
Anfang August 2023 kehrte er zu Ankara Keçiörengücü zurück und unterschrieb dort einen Vertrag mit einer Laufzeit von drei Jahren. Hier wurde er erst ab Februar 2024 eingesetzt und kam in seiner ersten Saison auf 9 von 34 möglichen Ligaspielen und ein Pokalspiel.

### Nationalmannschaft
Kula bestritt ein einziges Länderspiel im April 2014 bei einem Freundschaftsspiel der türkischen U-19-Nationalmannschaft gegen Ungarn.